# Martin Kordić

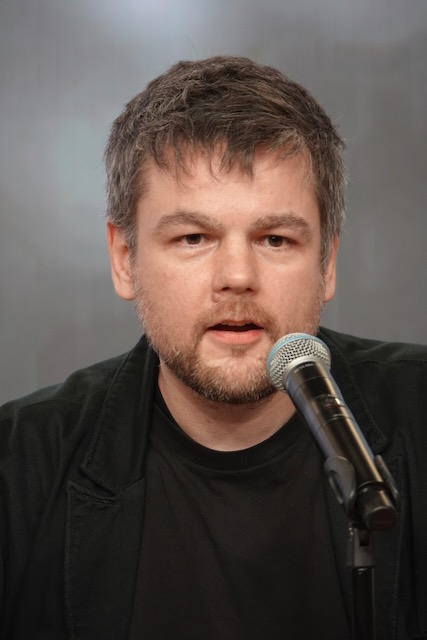
Martin Kordić 2022

Martin Kordić, auch Martin Kordic, (geboren 1983 in Celle) ist ein deutscher Schriftsteller.

## Leben
Martin Kordić ist der Sohn eines kroatisch-bosnischen Vaters und einer deutschen Mutter. Er wuchs in Mannheim auf. Er studierte Kreatives Schreiben und Kulturjournalismus an der Universität Hildesheim und in Zagreb. Er war Mitherausgeber der Zeitschrift BELLA triste und war beim Prosanova 2005 im Leitungsteam. Kordić arbeitet als literarischer Verlagslektor in München.
Für seinen Debütroman Wie ich mir das Glück vorstelle erhielt er 2015 einen Adelbert-von-Chamisso-Förderpreis und die Alfred Döblin-Medaille.
Für seinen Roman Jahre mit Martha wurde er mit dem Tukan-Preis 2022 der Landeshauptstadt München sowie mit dem Förderpreis zum Literaturpreis der Stadt Bremen 2023 ausgezeichnet.

## Werke (Auswahl)
- Wie ich mir das Glück vorstelle : Roman. München : Hanser, 2014
- Jahre mit Martha : Roman. Frankfurt am Main: S. Fischer, 2022